# KAV Bajuvaria Wien
Die Katholisch akademische Verbindung Bajuvaria (K.a.V. Bajuvaria) im ÖCV ist eine farbentragende, nichtschlagende Wiener Studentenverbindung, die dem größten Akademikerverband Österreichs, dem Österreichischen Cartellverband (ÖCV), angehört. Bajuvaria war zuletzt im Studienjahr 2017/18 vorsitzende Verbindung des ÖCV (Vorort). Insgesamt hat Bajuvaria vier Mal den Vorort des ÖCV gestellt.

## Geschichte

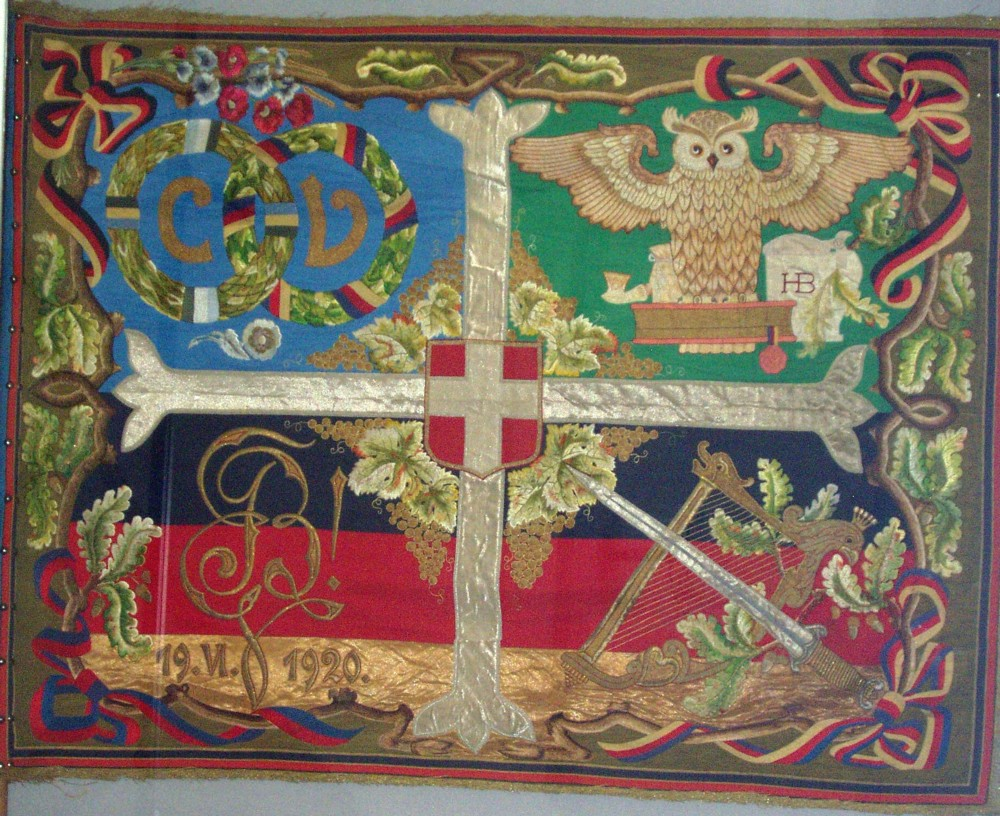
Prunkfahne aus der Gründungszeit

Eine Gruppe von Mittelschülern des Staatsgymnasiums im 3. Wiener Gemeindebezirk gründete im November 1919 in der Pfarre St. Rochus die katholische Mittelschulverbindung Frankonia. Da sich schon damals Maturakandidaten unter den Mitgliedern befanden, bestand die Absicht, in dieser Verbindung später auch Studenten aufzunehmen. Diese Form einer Studentenverbindung für Mittelschüler und Hochschüler war jedoch vereinsrechtlich nicht zulässig. Somit beschloss der Burschenconvent der Frankonia am 19. Juni 1920 die Gründung der Katholisch akademischen Verbindung Bajuvaria. Bereits 1923 hatte Bajuvaria das nicht leicht zu erlangende Recht durchgesetzt, an der Universität in Farben aufzutreten.
Im Jahr 1932 folgte die Aufnahme der Verbindung in den CV. Der Druck der Nationalsozialisten auf die österreichischen CV-Verbindungen führte 1933 zu deren Loslösung vom CV und zur Gründung des Österreichischen Cartellverbandes (ÖCV). Die Korporationen des ÖCV schlossen Nationalsozialisten aus ihren Reihen aus und auch Bajuvaren waren an führender Stelle aktiv im Kampf für ein selbständiges Österreich. Hier ist vor allem einer der Gründer, Eduard Chaloupka, zu nennen, der seit März 1934 im Bundeskommissariat für Personalangelegenheiten tätig war, an einer Stelle, welche u. a. illegale Nationalsozialisten im Staatsdienst maßregeln sollte. Unmittelbar nach dem Einmarsch Hitlers wurde die Bajuvaria verboten, einige Mitglieder verloren ihre Stellen, wurden in Untersuchungshaft genommen oder sogar ins KZ verbracht. Zahlreiche Bajuvaren hielten auch während der NS-Zeit miteinander Kontakt und engagierten sich in Widerstandsgruppen.
Im Herbst 1945 konnte wieder ein improvisierter Verbindungsbetrieb aufgenommen werden. Ein Höhepunkt für das Bekenntnis zu einem freien Österreich war der Stiftungsfestkommers am Vorabend der Staatsvertragsunterzeichnung. Am 14. Mai 1955 verlieh Bajuvaria dem Bundeskanzler Julius Raab ihr Ehrenband, dies in Anwesenheit des Außenministers Leopold Figl, der das Band schon 1947 erhalten hatte, und des apostolischen Nuntius Erzbischof Giovanni Dellepiane.
Im Juli 2016 hat Bajuvaria offiziell ihre Kandidatur für den Vorort des ÖCV bekannt gegeben und wurde im Jänner 2017 einstimmig gewählt. Damit übte Bajuvaria zum vierten Mal nach den Jahren 1968/69, 1972/73 und 1996/97 dieses Amt aus. Vorortspräsident für das Studienjahr 2017/18 war Michael Jayasekara. Jayasekara trat damit in die Fußstapfen von Claus Raidl, der 1968 das erste Mal für die Bajuvaria zum Vorortspräsidenten des ÖCV gewählt wurde. In der Amtszeit 2017/18 konnte insbesondere die öffentliche Wahrnehmung des ÖCV gesteigert werden.

## Verbindungsleben
Die KAV Bajuvaria gliedert sich in einen Studentenverband (die Aktivitas) und einen Altherrenverband. Sie hat mit etwa 50 Aktiven und 350 Alten Herren rund 400 Mitglieder und zählt damit in Wien zu den größeren Verbindungen. Ihre Mitglieder kommen aus den verschiedensten Fachrichtungen der Universität Wien, der Universität für Bodenkultur Wien, der Medizinischen Universität Wien, der Wirtschaftsuniversität und anderen.
Seit ihren Anfängen pflegt die Bajuvaria traditionelles studentisches Brauchtum und lebt nach den vier Prinzipien (Religio, Patria, Scientia, Amicitia), die allen Verbindungen im ÖCV gemeinsam sind.
Als farbentragende Verbindung trägt Bajuvaria Band und Deckel (Couleur). Die Farben sind dunkelblau–rot-gold. Der Wahlspruch lautet „Für Volk und Glauben“.

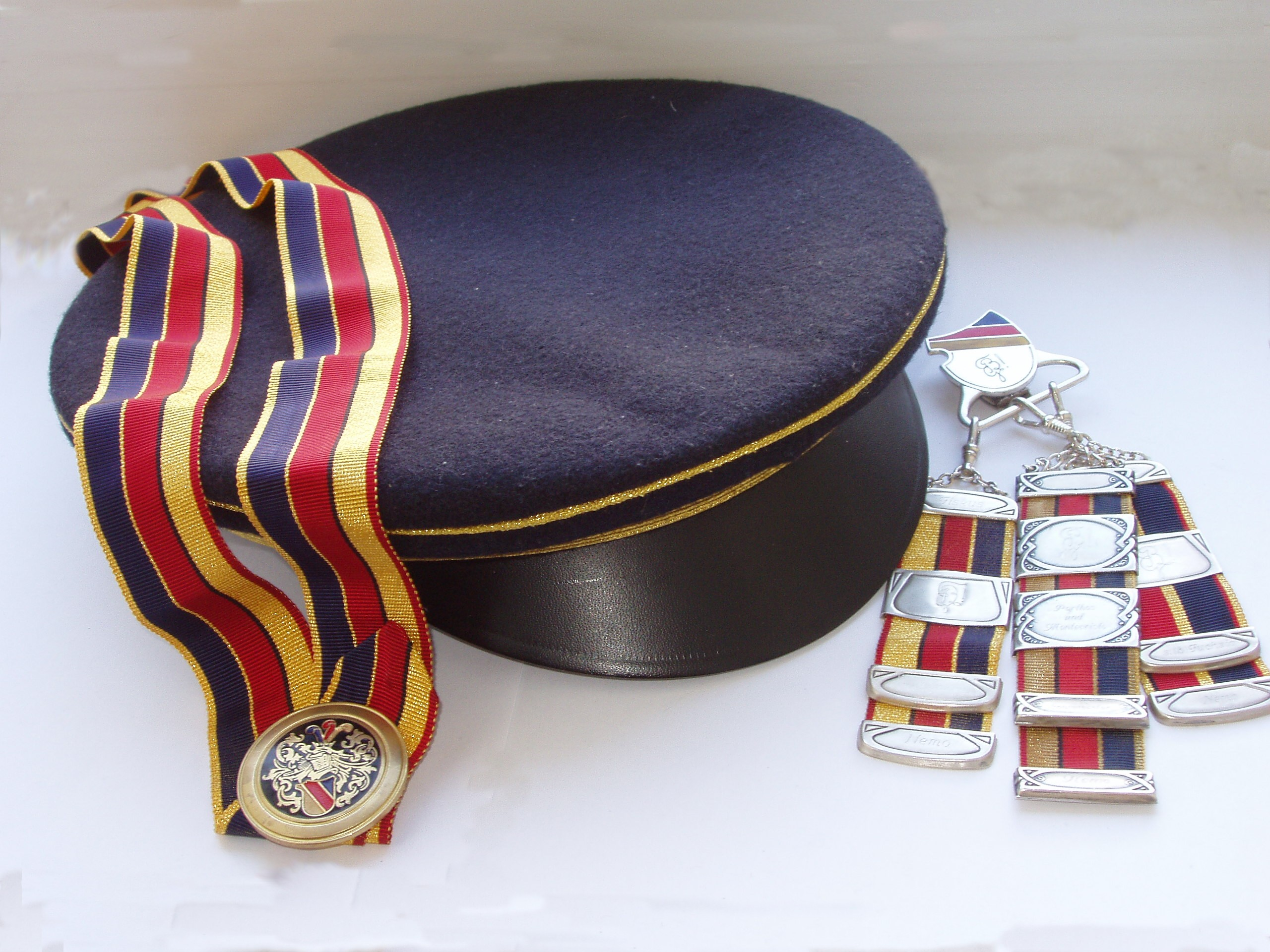
Das Couleur

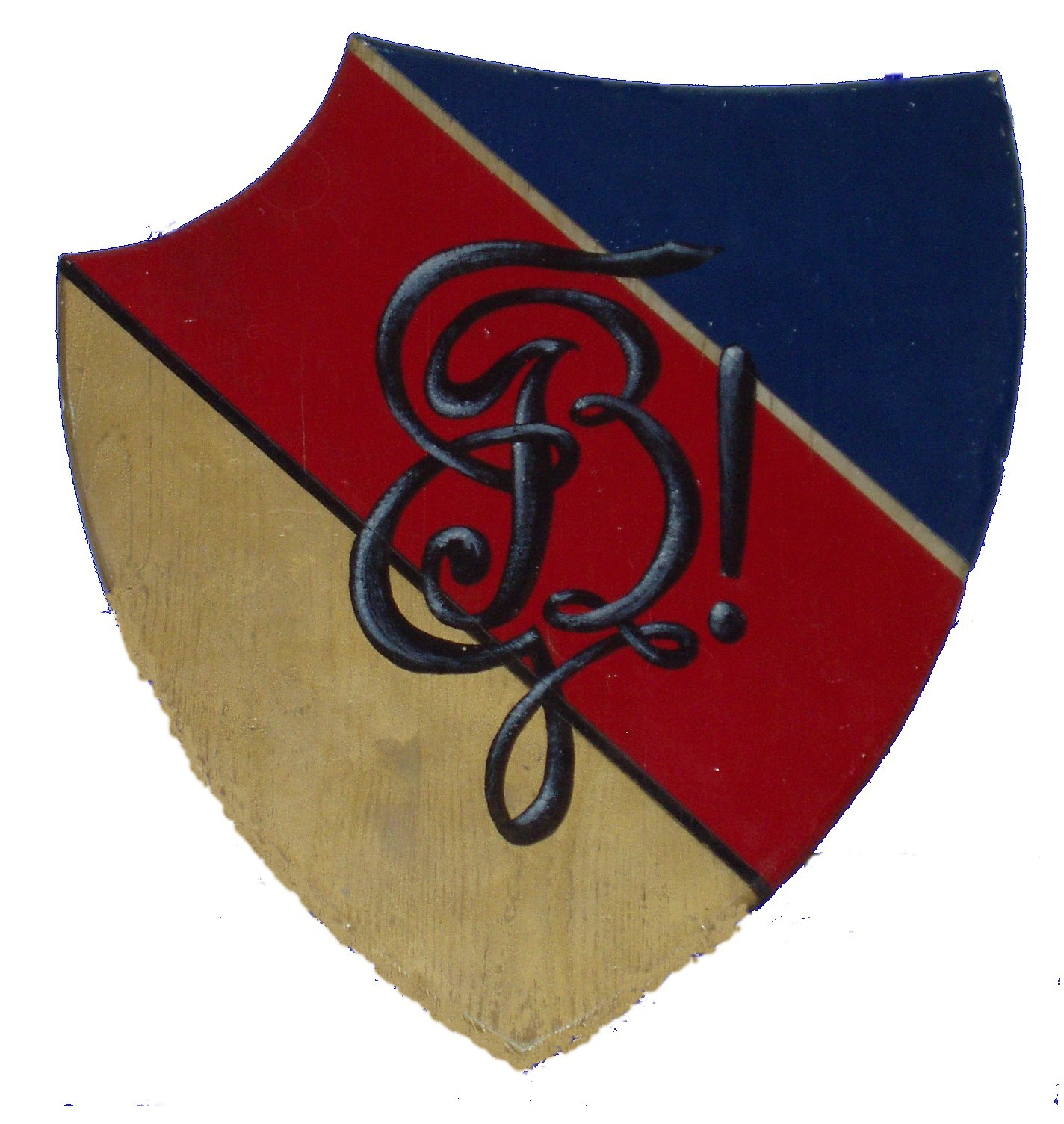
Zirkel auf den Verbindungsfarben

## Budengeschichte

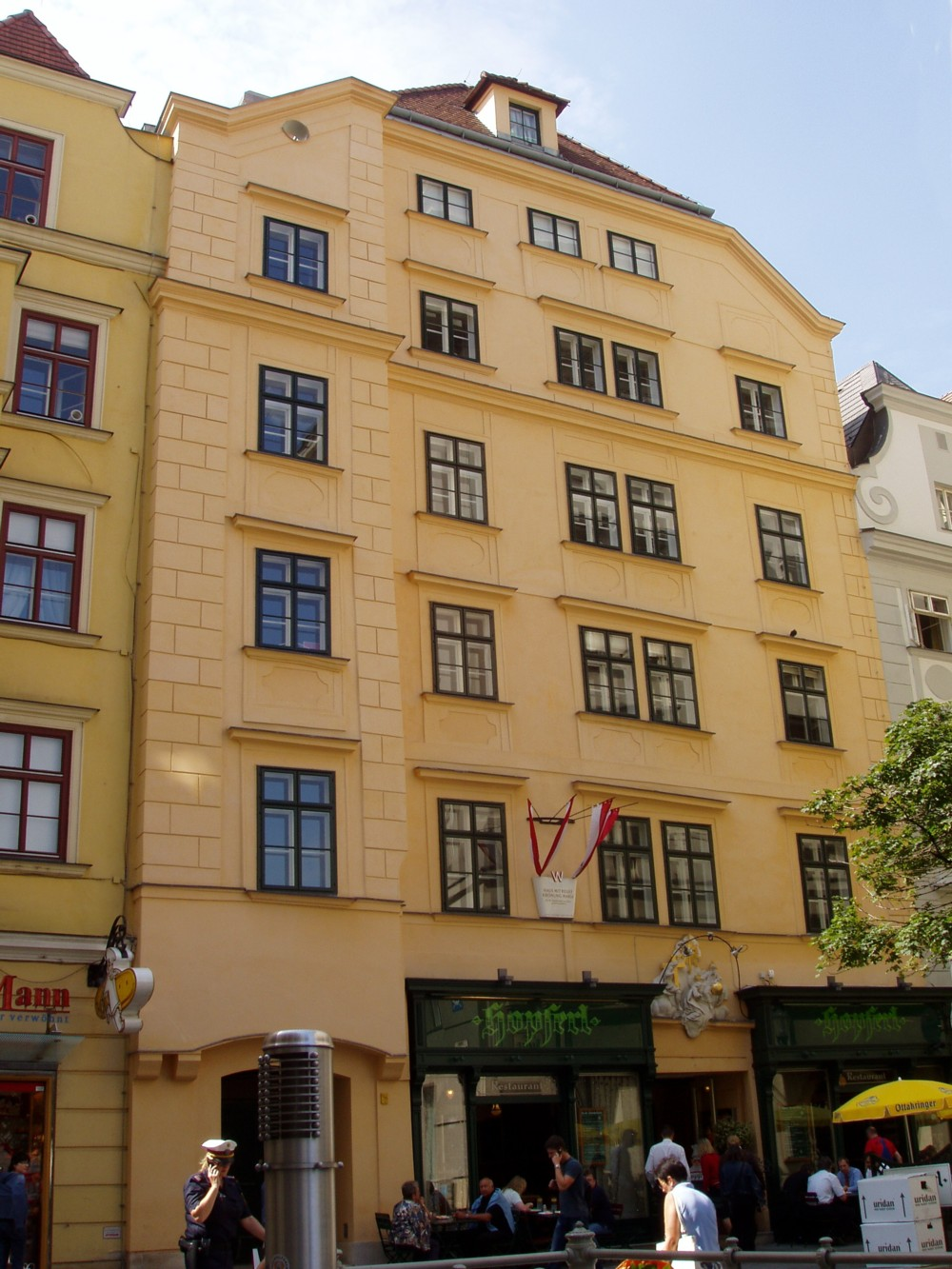
Bajuvaren-Haus (ab 1980)

Bajuvaria hat sich seit den 1950er Jahren von einer kleinen Landstraßer Verbindung zu einer Großverbindung entwickelt, die nicht nur ein neues Verbindungsheim benötigte, sondern auch ein Kommunikationszentrum, das für alle Mitglieder gleichermaßen leicht erreichbar war. 1958 übersiedelte die Verbindung deshalb in den 1. Bezirk, in die Walfischgasse 4.
Diese Räumlichkeiten umfassten auch das Kärntnertor-Theater (das heutige stadtTheater walfischgasse), dessen Räumlichkeiten immer wieder an diverse Ensembles vermietet wurden. Im Jahr 1969 wurde dies sogar in der Debatte des Bundesrechnungsabschlusses der 129. Sitzung des Nationalrates erörtert. Thema war dabei die Vermietung des Kärntnertor-Theaters an den Bund. Der ÖVP-Regierung wurde dabei von der Opposition unterstellt, mit diesem Mietvertrag die Bajuvaria zu unterstützen.
Das Lokal in der Walfischgasse konnte den Bedürfnissen einer Studentenverbindung zusehends nicht mehr gerecht werden.
1980 wurden mit dem Ziel, hier für die Bajuvaria in zwei Stockwerken ein neues Heim zu schaffen, die Obergeschoße des leerstehenden und vom Verfall bedrohten Hauses Wien 1., Naglergasse 13, erworben. Die Renovierung erforderte von allen Beteiligten viel Planungsarbeit, Kraft und Zeit. Von den Fundamenten bis zum Dach musste das ganze Haus vollkommen saniert werden.
Die Einweihung der neuen Bajuvarenbude erfolgte durch Erzbischof Cesare Zacchi, der selbst der Verbindung angehörte, am 20. November 1982. Sie erhielt nach dem Gründungsburschen, langjährigen Philistersenior der Bajuvaria und gleichzeitigem Vorsitzenden der Verbandsführung des ÖCV den Namen „Dr. Eduard Chaloupka-Bude“.

## Rezeption in der Gegenwart
Die Verbindung wird von Paul Lendvai, einem österreichischen Publizisten, in seinem Buch Mein Österreich erwähnt und unter die einflussreichsten ÖCV-Verbindungen gereiht.
Seit erstem Juli 2017 leitete die Bajuvaria für ein Jahr den ÖCV als „Vorort“ unter dem Vororts-Präsidenten Michael Jayasekara, wodurch die Verbindung aufgrund der mit dieser Funktion verbundenen Publizität regelmäßig in den Medien vorkommt.

## Bekannte Mitglieder
- Eduard Chaloupka (1902–1967), Jurist und Chef der Präsidialsektion im Bundeskanzleramt
- Wilhelm Czermak (1889–1953), Ägyptologe, Afrikanist und Hochschullehrer, Ehrenmitglied
- Engelbert Dollfuß (1892–1934), Bundeskanzler, Begründer des austrofaschistischen Ständestaats, Opfer des Nationalsozialismus
- Rüdiger Feulner (* 1969), Theologe, Hochschullehrer und Diplomat des Heiligen Stuhls
- Leopold Figl (1902–1965), Bundeskanzler
- Peter Fischer (1939–2025), Völkerrechtler, Wirtschaftsrechtler und Hochschullehrer
- Gerhard Hartmann (* 1945), römisch-katholischer Kirchenhistoriker
- Eduard Heinl (1880–1957), Bundesminister
- Friedrich Heer (1916–1983), österreichischer Schriftsteller (1974 ausgeschlossen)
- Anton Höslinger (* 1970), Propst Päl. Klosterneuburg
- Roland Horvath (* 1945), Hornist
- Georg Jeitler (* 1979), Wirtschaftsforensiker
- Thomas Klestil (1932–2004), Österreichischer Bundespräsident von 1992 bis 2004
- Franz Korinek (1907–1985), Politiker (ÖVP)
- Peter Layr (* 1953), von 2011 bis 2017 Vorstandssprecher der EVN
- Hans Magenschab (* 1939), Journalist, Pressesprecher Bundespräsident Klestils
- Josef Mantl (* 1976), Wiener Landtagsabgeordneter
- Ernst Marboe (1909–1957), Schriftsteller und von 1953 bis 1957 Leiter der Bundestheaterverwaltung
- Ernst Wolfram Marboe (1938–2012), Journalist und von 1984 bis 1993 Programmintendant des ORF
- Peter Marboe (* 1942), Politiker und von 1991 bis 2001 Wiener Kulturstadtrat (ÖVP)
- Josef Nagler (1901–1990), Erfinder und von 1950 bis 1966 Direktor des Technischen Museums in Wien
- Martin Pammer (* 1966), Botschafter
- Franz Pauer (1870–1936), Bundesminister
- Johannes Peterlik (* 1967), Botschafter
- Julius Raab (1891–1964), Bundeskanzler
- Claus Raidl (1942–2024), Manager und Präsident der Oesterreichischen Nationalbank
- Christian Tarnai (* 1946), Sozialwissenschaftler
- Josef Taus (1933–2024), Industrieller, Manager und Politiker (ÖVP)
- Michael Tojner (* 1966), Unternehmer
- Jakob Weinbacher (1901–1985), Rektor der Anima und Weihbischof in Wien
- Gerhard Weis (1938–2019), von 1998 bis 2001 Generalintendant des ORF
- Hannspeter Winter (1941–2006), Physiker
- Harald Zierfuß, (* 2000) Klubobmann der ÖVP im Wiener Landtag